# Luis Rosado
Luis Javier Rosado (n. Buenos Aires, 13 de diciembre de 1890 - f. Formosa, mayo de 1971) fue un político, ingeniero, Presidente municipal de la Ciudad de Formosa en el año 1942, además se destacó como 20° gobernador del Territorio Nacional de Formosa entre los años 1945 y 1946.

## Biografía
Luis Rosado nació en la Provincia de Buenos Aires, el 13 de diciembre de 1890, hijo de inmigrantes españoles; su padre Luis Germán Rosado (España, 1849 - Argentina 1905); su madre Irma Marecos (España, 1860 - Argentina 1912). Los padres de Luis, se trasladaron a la naciente ciudad de Formosa en el año 1902, por consejo del gobernador Lorenzo Vintter.
A Luis, desde joven le interesó la política: Egreso de la Escuela Naval, fue piloto con el Brevet num 87. Uno de sus profesores fue Jorge Newbery. Se recibió de Ingeniero Civil y en su carrera política fue director de Territorios Nacionales dependiente del Ministerio del Interior. En virtud de este cargo fue interventor en un par de ocasiones de Santa Cruz, de Misiones, Intendente de Formosa y finalmente Gobernador de Formosa (1945-1946). Bajo cuya gestión entre otras creó la Maternidad de Clorinda y fundó el Colegio Nacional Juan José Silva.
Se queda a vivir en Formosa pues contrae segundas nupcias con una vecina del lugar, Carmen Olmedo Almirón.
Fue activo colaborador del Gobernador Iglesias Paiz y colaboró como nexo con el ministro Borlenghi para fomentar la Provincialización de Formosa, miembro también de la Comisión de Provincialización como tesorero.
Colaboró en la creación del IASEP (obra social del empleado público) y de la Caja de Previsión Social.
Fallece el 31 de mayo de 1971 a causa de un Cáncer. Hecho recordado inclusive por medios Nacionales por su activa gestión gubernamental.
Sus restos descansan en la ciudad que eligió y adoptó, Formosa.
Los de la comitiva fueron:
- Presidente:        Sr. Vicente Arcadio Salemi (presente)
- Vicepresidente 1º: Sr. José María Sandoval (presente)
- Vicepresidente 2º: Sra. Laura Martínez de Von Zander (ausente)
- Secretario:        Sr. Felipe Germán Jordán (presente)
- Secretario 2º:     Sr. Arístedes Román (ausente)
- Tesorero:          Sr. Luis Rosado (fallecido)
- Pro-Tesorero:      Sr. Fernando F. Casals (ausente
- Vocal:             Sr. Raúl Carlos Facciotti (presente)
- Vocal:             Dr. Tomás Lafuente (presente)
- Vocal:             Dr. Arístedes Paulina (presente)
- Vocal:             Sr. José María Romea (ausente)
- Vocal:             Sr. Pedro P. Vallejos (presente)
- Vocal:             Sr. Vicente Cantero (ausente)
- Vocal:             Sr. Gregorio T. Benítez (ausente)
- Vocal:             Sr. El Santos Cólman (ausente)
- Vocal:             Sr. Carlos I. Briamonte (presente)[1]